# Соросилікати

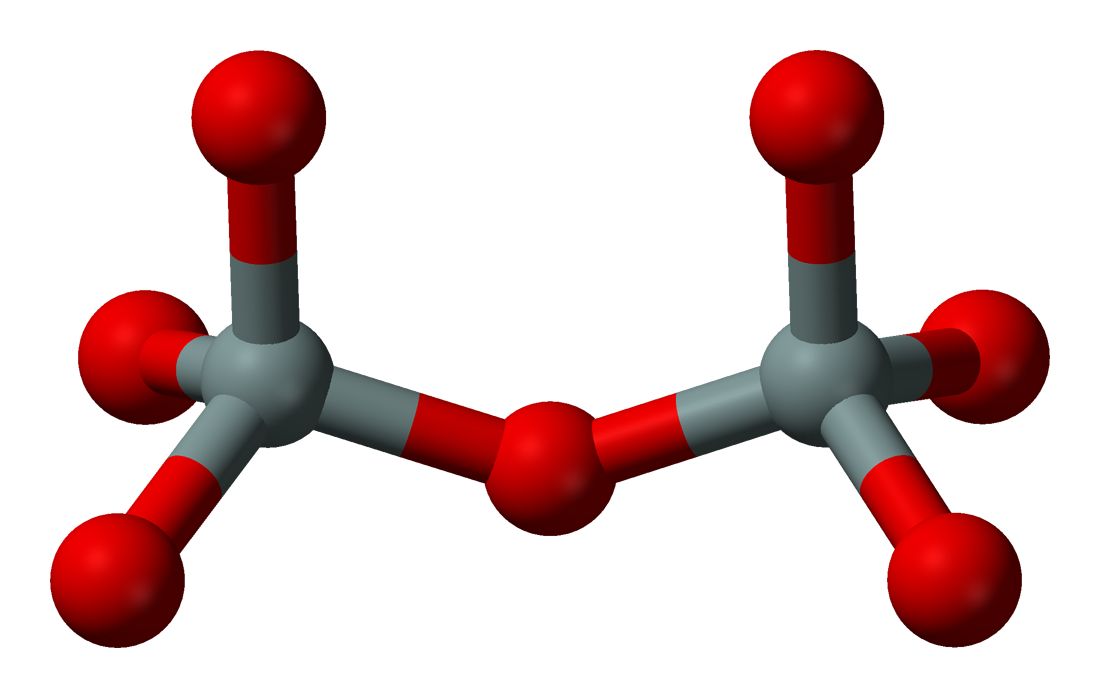
Соросилікат (Si_{2}O_{7}), в мінералі суолуніті Ca_{2}Si_{2}O_{5}(OH)_{2}•H_{2}O

Соросилікати — силікати, в основі яких лежить радикал із здвоєних кремнекисневих тетраедрів [Si2O7]6-. Те саме, що й діортосилікати.
Приклади: мінерали меліліт, епідот.